# Чжао-ди
Сяочжао-ди, кратко Чжао-ди (кит. упр. 孝昭帝, пиньинь xiào zhāo di, палл. сяочжаоди, 94 до н. э.—74 до н. э.) — император империи Хань, правил с 87 до н. э. по 74 до н. э., личное имя Лю Фулин.

## Биография
Фулин был младшим сыном императора У-ди от любимой наложницы Чжао, в то время когда ему было 62 года. Старый император рассматривал рождение ребёнка как чудо, благодаря интригам наследник — принц Цзюй — поднял восстание, которое было подавлено, и после гибели наследника малолетний Чжао был объявлен наследным принцем. Когда умер У-ди, Фулин взошёл на трон в возрасте 8 лет, регентом был Хо Гуан.
В начальный период правления был подавлен заговор других представителей императорской фамилии Лю — Лю Чжана (劉長) и Лю Цзэ (劉澤) — которые объявили Чжао-ди ненастоящим сыном императора У-ди.
В 87-86 году до н. э. хунну напали на Чэши, завоёванный при Хань У-ди, с 4 000 конницы.
В 82 до н. э. самозванец Чэн Фансуй (成方遂) объявил себя наследником Цзюем, который якобы не погиб, а скрылся, но был пойман и казнён.
В 80 до н. э. в результате дворцовых интриг между Хо Гуаном и остальными ко-регентами и членами императорской фамилии, Хо Гуану удалось победить, и его враги были казнены или покончили с собой.
Период правления Чжао-ди и регентства Хо считается благополучным — налоги были понижены после войн, которые вёл У-ди, страна смогла оправиться за период мира, по оценкам историков наступило процветание.
Император умер в возрасте 20 лет после 13 лет правления.